# William Droegemueller
William Droegemueller (William Herbert „Bill“ Droegemueller; * 7. Oktober 1906 in Chicago; † 23. Februar 1987 in Sun City, Arizona) war ein US-amerikanischer Stabhochspringer.
1927 wurde er für die Northwestern University startend NCAA-Meister.
Im Jahr darauf qualifizierte er sich mit seiner persönlichen Bestleistung von 4,19 m als US-Vizemeister für die Olympischen Spiele 1928 in Amsterdam. Dort gewann er mit 4,10 m die Silbermedaille hinter seinem Landsmann Sabin Carr (4,20 m) und vor Charles McGinnis, der mit 3,95 m einen US-Dreifacherfolg komplettierte.
William Droegemueller war nach seinem Studium als Ophthalmologe tätig.